# キングス郡 (ニューブランズウィック州)
キングス郡（キングスぐん、英語：Kings County、仏語：Comté de Kings）は、カナダのニューブランズウィック州南部に位置する郡。人口の半分は郡西部のセント・ジョンの郊外に居住している。牧畜が主要産業である。1967年の郡制廃止以前にはハンプトンに郡役場が置かれていた。この地域には屋根付き橋が多く、観光客が訪れている。

## 行政区分
キングス郡には4町3村がある。また15の小教区に分かれる。

### 主な町村
- ハンプトン
- クウィスパムシス
- ローゼイ